# Arras
Arras (nizozemsko Atrecht) je mesto in občina v severni francoski regiji Nord-Pas-de-Calais, prefektura departmaja Pas-de-Calais. Leta 2007 je mesto imelo 42.672 prebivalcev.

## Geografija
Kraj leži v severni francoski pokrajini Artois ob izlivu reke Crinchon v Scarpe.

## Administracija
Arras je sedež treh kantonov:
- Kanton Arras-Jug (del občine Arras, občine Achicourt, Agny, Beaurains, Fampoux, Feuchy, Neuville-Vitasse, Tilloy-lès-Mofflaines, Wailly: 31.293 prebivalcev),
- Kanton Arras-Sever (del občine Arras, občine Athies, Saint-Laurent-Blangy, Saint-Nicolas-lez-Arras: 19.403 prebivalcev),
- Kanton Arras-Zahod (del občine Arras: 23.467 prebivalcev).

Mesto je prav tako sedež okrožja v katerega so poleg njegovih vključeni še kantoni Aubigny-en-Artois, Auxi-le-Château, Avesnes-le-Comte, Bapaume, Beaumetz-lès-Loges, Bertincourt, Croisilles, Dainville, Heuchin, Marquion, Pas-en-Artois, Saint-Pol-sur-Ternoise, Vimy in Vitry-en-Artois z 259.746 prebivalci.

## Zgodovina
Arras je bil v rimskem času naselbina galskega plemena Atrebates, poznana kot Nemetacum Atrebatum. V začetku 6. stoletja ob ustanovitvi škofije Arras je bil za škofa s strani Reimskega nadškofa sv. Remigija postavljen sv. Vedast, učitelj merovinškega kralja Klodvika I. Po smrti sv. Vedulfa je bil sedež škofije prestavljen v Cambrai, v letu 1093 pa Arras ponovno postane sedež škofije. Leta 1025 je bil v njem držan koncil proti manihejcem, ki so zavračali cerkvene zakramente.
Kraj se nahaja v nekdanji zgodovinski pokrajini Artois. Več stoletij je bil na meji med Francijo in Nizozemskimi deželami, ob tem je večkrat prešel iz ene države v drugo, preden je v poznem 17. stoletju dokončno pripadel Franciji. V tem času je bila pod nadzorstvom Vaubana nadgrajena njegova fortifikacija. Kraj je bil ozko povezan s Flandrijo, postal je pomembno središče kmetovanja s sladkorno peso kot tudi cvetoče trgovsko središče.
6. januarja 1579 je bila v kraju s strani katoliških kneževin Južnih Nizozemsk ustanovljena Atrechtska zveza, ki je prisegla zvestobo španskemu kralju Filipu II.
9. maja 1915 je bitka pri Arrasu potekala blizu mesta, ki je vključevala podjetje "Hello" Češkoslovaška legija v Franciji.
Med prvo svetovno vojno je bil Arras zaradi bližine fronte (bitka za Arras) močno poškodovan. Med drugo svetovno vojno ga je okupirala Nemčija.

## Znamenitosti
Arras je na seznamu francoskih umetnostno-zgodovinskih mest. Njegovo središče je zaznamovano s tremi večjimi trgi Grande Place, Place des Héros in Petite Place. Ob njih se nahaja mestna hiša, zgrajena po prvi svetovni vojni v gotskem stilu in katedrala sv. Vedasta (nekdanja opatijska cerkev) iz 19. stoletja. Prvotna katedrala, grajena v letih 1030-1396, je bila porušena med francosko revolucijo. Stolp - le beffroi - je skupaj z ostalimi podobnimi stolpi v Belgiji in Franciji na UNESCOvem seznamu svetovne kulturne dediščine.